# Basket Academy Catanzaro
Basket Academy Catanzaro  
Template:Infobox squadra di pallacanestro
Fino al 2022 chiamata planet Catanzaro la BACZ, formazione che prende parte al campionato di Serie B, fondata nel 2011 sulle ceneri della fallita Pallacanestro Catanzaro che per anni aveva rappresentato la città in campionati blasonati. Tuttavia una storica società catanzarese, la Pallacanestro Greco, aveva militato in Serie A per tre anni a cavallo degli anni sessanta. 
1. ↑   Reggio a canestro Giovanni Mafrici.